# Egestas waitei
Egestas waitei är en snäckart som först beskrevs av Suter 1909.  Egestas waitei ingår i släktet Egestas och familjen Turbinellidae. Inga underarter finns listade i Catalogue of Life.